# Добрынские
Добрынские (Добрынские-Симские, Хабаровы-Симские, Хабаровы-Образцовы-Симские) — древний русский дворянский род из московских бояр, ветвь боярского рода Редегиных.
Род внесён в Бархатную книгу. Родословная роспись их в росписи Глебовых № 68.
В родословной книге из собрания князя М. А. Оболенского записано: Род Добрынских. А от них пошли Гусевы, Елизаровы, Симские, Хабаровы.

## Происхождение и история рода

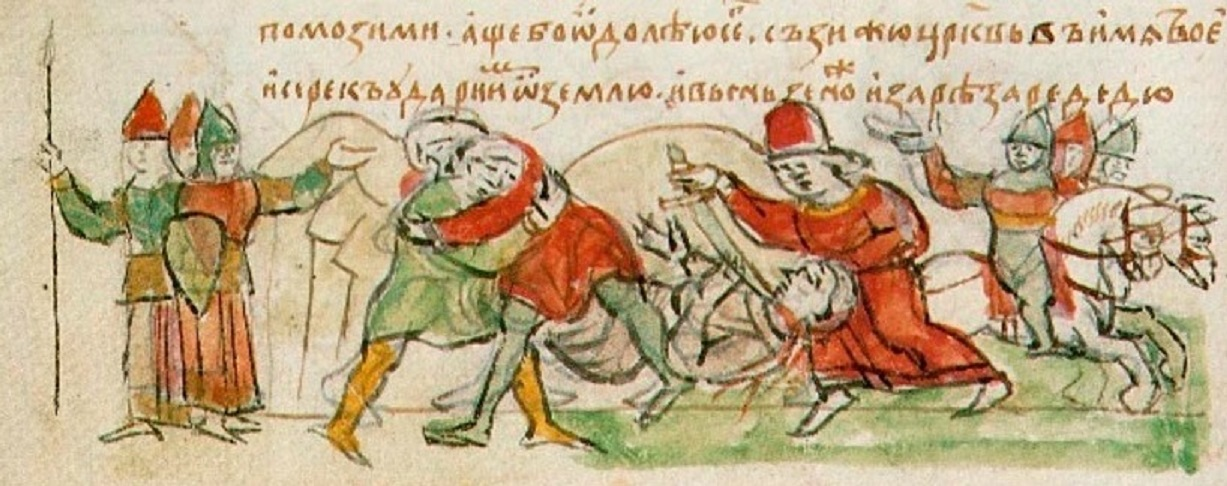
После поединка Мстислав убивает Редедю перед полками касожскими. Радзивилловская летопись

Существует родословная легенда, по которой родоначальником ряда старомосковских родов, условно называемых «Редегины», был касожский князь Редедя (Редега), упоминающегося в Лаврентьевской летописи в 1022 году. Согласно сообщению в этом году в поход против касогов выступил тмутараканский князь Мстислав Владимирович Храбрый. Князь Редедя, который не желал губить своих воинов, предложил князю Мстиставу личный поединок с условием, что победитель возьмёт семью, землю и «всё», включая жизнь побеждённого. Победителем вышел Мстислав, убивший Редедю.
Частные родословцы скопировали сообщение летописей о Редеди, добавив, что у того было двое сыновей, Юрий и Роман, которых Мстислав Владимирович после убийства противника взял себе, женив Романа на своей дочери. Именно от Романа выведено происхождение рода, однако там существуют хронологические проблемы: от Романа до живших во второй половине XIV века Андрея Одинца и Константина Добрынского указано всего 5 поколений, хотя их не могло быть меньше десяти-двенадцати. Исследователь московской боярской знати С. Б. Веселовский указывает, что хотя родословная легенда о происхождении этого рода от Редеги не выдерживает критики, однако она является отголоском того, что представители разных ветвей рода помнили об общем родоначальнике.
При составлении Государева родословца Добрынские попали в главу 27, туда же попали и два других рода, выводящих своё происхождение от Редеги, однако в другие главы: Белеутовы — в главу 28, Сорокоумовы-Глебовы — в главу 32. Ни у одного из родов не было указано легенды о выезде, только у Белеутовых указано, что род происходил у Редеги. В более поздних источниках (родословных росписях, поданных в XVII веке для составления родословной книги, в родословных книгах и т.д.) всё же осталось достаточно указаний на то, что у всех этих родов был единый родоначальник
О происхождении от Редеги указывает название одной из ветвей рода Добрынских, которая в разрядных книгах XVI века носит родовое прозвание Зайцевых-Редегиных.
В частных родословцах существует 2 родословные росписи первых колен рода. Первая указана в росписи, поданной в конце XVI века представителями родов Елизаровых-Гусевых и Бирдюкиных-Зайцевых, при этом в качестве родичей указаны Сорокоумовы-Глебовы:
- Роман, второй сын Редеди
  - Юрий
    - Яков Сорока
      - Михаил
      - Кузьма
      - Никифор

    - Глеб
      - Василий
      - Кузьма
      - Илья
      - Иван
      - Василий Меньшой

  - Иван
    - Иван Домотко (Домоткан)
      - Константин Добрынский, родоначальник Добрынских
      - Андрей Одинец
        - Александр Белеут, родоначальник Белеутовы

Другая версия происхождения Сорокоумовых по мнению Н. П. Лихачёва, является более древней и, возможно, восходит к росписи, которую Сорокоумовы подали в середине XVI века при составлении Государева родословца:
- Сююндюк, внук Редеди, в крещении Иван Черменка
  - Яков
    - Михаил Сорокоум
      - Глеб
        - Василий
        - Кузьма
          - Андрей Дурной
          - Борис Крюк
          - Михаил Кашкар
          -  Василий

        - Иван
        - Илья
        - Василий Меньшой

В этой росписи хотя и есть упоминание о происхождении от Редеди, но изменены прозвища и смещены некоторые поколения; кроме того, в ней не указаны Добрынские и Белеутовы. Версия этой росписи без трёх первых колен была использована в Бархатной книге. В ряде частных ролословцах использовалась версия Бархатной книги, в некоторых — версия Добрынских, однако Яков Сорока показан сыном Михаила Сорокоума.
С. Б. Веселовский объясняет сбивчивость родословия поздним попаданием в среду московской боярской знати. Когда в середине XVI века составлялся Государев родословец, род уже достаточно давно разделился, каждая ветвь подавала росписи отдельно. Так, из потомков Константина Добрынского Елизаровы-Гусевы, Викентьевы и Хабаровы подали достаточно полные и достоверные родословные, а Зайцевы, представители которых не занимали высокого положения, подали неполную и не очень достоверную роспись, в которой присутствовало слишком большое количество колен. При этом в древнейшей росписи, напечатанной в Типографской летописи, среди сыновей Константина Добрынского Дмитрий Заец, родоначальник Зайцевых, отсутствует. По предположению Веселовского, Зайцевы подавали свою роспись в XVI веке отдельно и «приписались» к роду Добрынских с позволения других ветвей рода. Белеутовы подали достаточно достоверную роспись, однако у них с Добрынскими, судя по всему, не было согласия по поводу общего родоначальника, поэтому в ряде родословных они показаны отдельными родами. В родословной сильно размножившегося рода Сорокоумовых достаточно много пробелов, более-менее достоверным она становится только с Глеба, а информация о коленах, предшествовавших ему, перепутана.
Точно не установлено, когда представители рода оказались на службе у московских князей. С. Б. Веселовский считает, что Редегины были старорусским родом, однако его представители не входили в состав верхов московского боярства. В XIV—XV веках род сильно разросся, а его ветви имели владения во многих частях Московского великого княжества.

## История рода
Первым достоверно известным представителем рода Добрынских был Константин Добрынский, от которого и весь род получил название. Согласно родословным, он был сыном некоего Иван Домотко (Домоткана). В настоящее время в 15 км от Юрьева Польского существует село Добрынское на реке Селекше. Согласно актам XV—XVI веков владения Добрынских находились на востоке Московского княжества. Одна из достаточно крупных вотчин располагалась около Юрьева Польского. Также Добрынским принадлежали села Симы и Хабарово, располагающиеся недалеко от села Добрынское, село Деревеньки в Опольском стане Суздальского уезда и село Образцово на реке Симяга. Кроме того, в начале XV века Добрынским принадлежало несколько вотчин возле Москвы (село Васильевское на Рогожской заставе, несколько деревень у села Крылатского и на реке Сетуни за Дорогомиловской заставой), а также вотчины на реках Истра и Шексна, в Бежецком верхе и Юрьеве Польском.
Константин Добрынский жил во второй половине XIV века, его прозвище, согласно некоторым родословцам, дано по селу, владельцем которого он был. Согласно родословцам, у него был один брат, Андрей Одинец, родоначальник Белеутовых, но по мнению С. Б. Веселовского его братом мог быть также Семён Иванович Добрынский, который, согласно летописному рассказу, погиб во время похода великого князя Дмитрия Ивановича Донского на Тверь в 1375 году. О службе Константина Добрынского в источниках не сообщается, даже частные родословцы не называют его боярином, однако на основании богатства и карьере, которую сделали его сыновья, он, по мнению Веселовского, занимал достаточно видное место.
Константин был дважды женат. От первого брака у него известно 4 сына: Дмитрий Заяц, Андрей Сахарник, Василий Гусь и Павел. От второго брака у него было 5 сыновей: Фёдор Симский, Пётр Хромой, Иван, Владимир и Никита. От этих сыновей пошли разные ветви рода, усвоившие различные родовые прозвания. Некоторые сыновья Константина и их потомки оказались на службе у удельных князей, принимая активное участие в борьбе Дмитрия Шемяки за великокняжеский престол.
Фёдор Симской и Пётр Константиновичи служили князю Ивану Можайскому, а сын Фёдора — Семён Симской был у князя Ивана Андреевича Можайского в боярах и в Литву с ним съехал. Сытник Владимир Добрыня казнён по опричнине в Пскове (1570).
Марфа Семёновна указана в Дмитровской писцовой книге (1646).

## Известные представители
- Фёдор Константинович Добрынский-Симский († 1445) — боярин и воевода на службе у московского князя Василия II.
- Василий Фёдорович Добрынский по прозвищу Образец, воевода и дипломат на службе у Ивана III.
- Иван Хабар-Образец-Симский (родовое имя Иван Васильевич Добрынский; ок. 1465—1470 — 1534) — боярин и полководец при Василии III, участвовал в войнах с Великим княжеством Литовское, крымскими и казанскими ханами. Служил полковым воеводой[9].
- Шигона-Поджогин Иван Юрьевич - думный дворянин и советник Василия III.
- Иван Иванович Хабаров[10] († 1583) — боярин и полководец при Иване Грозном. Участвовал в присоединении Казанского ханства, занимал должности наместника в городах Коломне, Нижнем Новгороде, Серпухове, Смоленске. После пожара Смоленска (1554) попал в опалу и постригся монахи Кирилло-Белозерского монастыря[9].
- Федор Иванович Хабаров († 1578)— стольник при дворе Ивана Грозного[9].

## Вотчины бояр Хабаровых-Симских
С XV век по XVII век в вотчины бояр Хабаровых-Симских входили: села Никоново (Никольское) и Назарьевское (Назарьево) у реки Всходне (Восходне) и 12 деревень: Кодыева, Сорофанова (Сарафаново), Мызино (Кулимзино), Рядки (Рябик), Гончаровка, Малинник (Коровино), Шамордино (Березник), Осинник, Ершова (Елзино), Елник, Котова (Коростино), Данилова (Дашутино) — и три заброшенных села: Прокунино, Бережок Малый, Никольское-Никоново.
В вотчину вошли территории: младшего сына Константина Добрынского, московского князя Василия Тёмного, Фёдора Симского и сына его, Василия Образец-Симского.
Фёдор Хабаров отдал вотчины монастырям (1571), села Никоново и Назарьево и несколько деревень отданы Троице-Сергиеву монастырю (1577). К началу XVII века из-за опричнины, Ливонской войны и смуты территория заброшена.